# El lladre de Bagdad (pel·lícula de 1978)
El lladre de Bagdad (títol original: The Thief of Baghdad) és un telefilm britànic de Clive Donner estrenat el 1978. Ha estat doblat al català.

## Argument
Amb l'ajuda d'un geni, un jove i astut lladre intenta enganyar el gran visir de Bagdad.

## Repartiment
- Roddy McDowall: Hasan
- Kabir Bedi: príncep Taj
- Frank Finlay: Abu Bakar
- Marina Vlady: Perizadah
- Pavla Ustinov: Princesa Yasmine
- Daniel Emilfork: el geni
- Ian Holm: el guardià del temple
- Terence Stamp: el Grand Vizir Jaudur
- Peter Ustinov: el Califa
- Ahmed El Shenawi: Kanishka
- Kenji Tanaki: Lalitaditya
- Neil McCarthy: l'esbirro del Vizir
- Vincent Wong: l'interpret
- Leon Greene: el guàrdia de Jaudur
- Bruce Montague: el cap de la polícia del Califa